# Парех, Андрий
Андрий Парех (англ. Andrij Parekh; род. 20 сентября 1971, Кембридж, Массачусетс) — американский оператор-постановщик и телережиссёр

, лауреат премии «Эмми» за лучшую режиссуру драматического телесериала.

## Биография и карьера
Парех родился в Кембридже, штат Массачусетс. Мать — украинка, отец — индус. В 1994 году окончил Карлтонский колледж со степенью бакалавра искусств. Он продолжал изучать кинематографию в Школе искусств Тиш при Нью-Йоркском университете (мастер изящных искусств (англ. Master of Fine Arts), 2001) и киношколе FAMU в Праге.
Парех живёт и работает в Нью-Йорке, снимает художественные фильмы и музыкальные клипы. В частности, работает с MGMT и The Killers.
20 сентября 2020 года на 72-й церемонии вручения награды «Эмми» он был объявлен победителем премии «Эмми» за лучшую режиссуру драматического телесериала за работу в сериале «Наследники» (эпизод «Охота»).

## Избранная фильмография

### Оператор-постановщик
- Обнажённая сингулярность / Naked Singularity (2021)
- Хранители / Watchmen (2019)
- Наследники / Succession (2018)
- Шпионская игра / The Catcher Was a Spy (2018)
- 13 причин почему / 13 Reasons Why (2017)
- Жена смотрителя зоопарка / The Zookeeper’s Wife (2017)
- Покажите мне героя / Show Me a Hero (2015)
- Прогулка по Миссисипи / Mississippi Grind (2015)
- Госпожа Бовари / Madame Bovary (2014)
- Привет от Тима Бакли / Greetings from Tim Buckley (2012)
- Темная лошадка / Dark Horse (2011)
- Это очень забавная история / It’s Kind of a Funny Story (2010)
- Валентинка / Blue Valentine (2010)
- Замёрзшие души / Cold Souls (2009)
- The Art of Failure: Chuck Connelly Not for Sale / The Art of Failure: Chuck Connelly Not for Sale (2008)
- Нью-Йорк, я люблю тебя / New York, I Love You (2008)
- Август / August (2008)
- Сахар / Sugar (2008)
- Шум / Noise (2007)
- Благосклонность / The Favor (2007)
- Паранормальные детективы / Psychic Detectives (2006)
- Сны о рыбе / Sonhos de Peixe (2006)
- Благосклонность / The Favor (2007)
- Паранормальные детективы / Psychic Detectives (2006)
- Сны о рыбе / Sonhos de Peixe (2006)
- Психоанализ / The Treatment (2006)
- Полу-Нельсон / Half Nelson (2006)
- Говори / Speak (2004)

### Режиссёр
- Дивный новый мир / Brave New World (2020)
- Хранители / Watchmen (2019)
- Наследники / Succession (2018—2019)

### Оператор
- Наследники / Succession (2018)
- Как узнать своих святых / A Guide to Recognizing Your Saints (2006)
- Последние дни диско / The Last Days of Disco (1998)

### Продюсер
- Замёрзшие души / Cold Souls (2009)